# Крату (Португалия)
Крату (порт. Crato; [kɾatu]) — посёлок городского типа в Португалии, центр одноимённого муниципалитета в составе округа Порталегре. Численность населения — 1,8 тыс. жителей (посёлок), 3,8 тыс. жителей (муниципалитет). Посёлок и муниципалитет входит в экономико-статистический регион Алентежу и субрегион Алту-Алентежу. По старому административному делению входил в провинцию Алту-Алентежу.
Покровителем посёлка считается Дева Мария (порт. Maria).

## Расположение
Посёлок расположен в 19 км западнее города Порталегре.
Муниципалитет граничит:
- на севере — муниципалитет
- на северо-востоке — муниципалитеты Гавиан, Низа, Каштелу-де-Виде
- на востоке — муниципалитет Порталегре
- на юго-востоке — муниципалитет Монфорте
- на юго-западе — муниципалитеты Алтер-ду-Шан, Понте-де-Сор

## Население
| Население муниципалитета Крату (1801—2004) | Население муниципалитета Крату (1801—2004) | Население муниципалитета Крату (1801—2004) | Население муниципалитета Крату (1801—2004) | Население муниципалитета Крату (1801—2004) | Население муниципалитета Крату (1801—2004) | Население муниципалитета Крату (1801—2004) | Население муниципалитета Крату (1801—2004) | Население муниципалитета Крату (1801—2004) |
| ------------------------------------------ | ------------------------------------------ | ------------------------------------------ | ------------------------------------------ | ------------------------------------------ | ------------------------------------------ | ------------------------------------------ | ------------------------------------------ | ------------------------------------------ |
| 1801                                       | 1849                                       | 1900                                       | 1930                                       | 1960                                       | 1981                                       | 1991                                       | 2001                                       | 2004                                       |
| 2968                                       | 3069                                       | 6074                                       | 8253                                       | 8642                                       | 5642                                       | 5064                                       | 4348                                       | 3995                                       |

## История
Посёлок основан в 1232 году.

## Районы
| Фрегезии (районы) муниципалитета Крату | Фрегезии (районы) муниципалитета Крату | Фрегезии (районы) муниципалитета Крату | Фрегезии (районы) муниципалитета Крату | Фрегезии (районы) муниципалитета Крату | Фрегезии (районы) муниципалитета Крату | Фрегезии (районы) муниципалитета Крату |
| -------------------------------------- | -------------------------------------- | -------------------------------------- | -------------------------------------- | -------------------------------------- | -------------------------------------- | -------------------------------------- |
| №                                      | Наименование                           | Оригинальное наименование              | Кол-во жителей чел.(2001)              | Территория км²                         | Плотность чел./км²                     | Почтовый индекс                        |
| 1                                      | Алдейя-да-Мата                         | Aldeia da Mata                         | 482                                    | 37,25                                  | 12,94                                  | 7430-000 ALDEIA DA MATA                |
| 2                                      | Крату-и-Мартиреш                       | Crato e Mártires                       | 1 804                                  | 169,11                                 | 10,67                                  | 7430-000 CRATO                         |
| 3                                      | Флор-да-Роза                           | Flor da Rosa                           | 328                                    | 9,88                                   | 33,2                                   | 7430-000 FLOR DA ROSA                  |
| 4                                      | Гафете                                 | Gáfete                                 | 1 063                                  | 46,11                                  | 23,05                                  | 7430-000 GAFETE                        |
| 5                                      | Монте-да-Педра                         | Monte da Pedra                         | 327                                    | 60,07                                  | 5,44                                   | 7430-000 MONTE DA PEDRA                |
| 6                                      | Вале-ду-Пезу                           | Vale do Peso                           | 344                                    | 65,62                                  | 5,24                                   | 7430-000 VALE DO PESO                  |